# Sergio Elguezábal
Sergio Armando Elguezábal (Bragado, 13 de diciembre de 1961) es un periodista y editor de radio y televisión argentino. Da conferencias y talleres sobre comunicación, ambiente y sustentabilidad.

## Trayectoria

### Radio
Sus primeros trabajos profesionales fueron en radios de la ciudad de Buenos Aires: Excelsior, Radio Splendid y  Municipal. Más adelante Radio Continental, Radio América y Aspen.
Desde el año 2012 conduce Sábado Verde, programa que se emite por Radio de la Ciudad cuyo eje central es la temática ambiental.

### Televisión
Trabajó en canal 13 (El Trece) desde 1987 hasta 2014.
Condujo los primeros tres años de 360 Todo para ver (magazine), y fue productor periodístico del ciclo.
Conformó el primer equipo fijo de investigación periodística en los noticieros de televisión en la Argentina, en Telenoche (Telenoche Investiga). Fue productor y presentador de esos espacios en el Noticiero central de Canal 13, más adelante coordinó el equipo de investigaciones del programa Telenoche Investiga.
Estuvo en TN desde el inicio en junio de 1993.Desde 1994 hasta 2014 produjo y presentó TN Ecología, programa sobre temas ambientales en el canal de cable Todo Noticias ya que en el primer año de TN la conductora era Mercedes Martí. Logró entrar a la central atómica de Chernobyl y grabar en Pripyat, la ciudad fantasma donde vivían los operarios de la planta. Registró campamentos de refugiados ambientales en Guatemala y la subida de los mares en las Islas Maldivas por efecto del cambio climático. En otra campaña mostró las consecuencias del consumismo en ciudades de los Estados Unidos, Inglaterra y Canadá. Investigó también sobre la falsificación de medicamentos en la Triple Frontera, los misterios del Triángulo de las Bermudas y la devastación de la minería en la Cordillera de los Andes.
Desde 2013, conduce Efecto Mariposa, un  programa que toma contenidos de la Web, los resignifica e incita a que sean replicados. Estos videos están atravesados por la idea de pequeñas acciones que motivan grandes cambios (ver Efecto Mariposa).

### Gráfica
Colaboró en diversos medios gráficos, entre ellos, la revista Selecciones (desde enero de 2010 hasta abril de 2014), en la columna de opinión sobre medios del diario La Nación y en la revista El Planeta Urbano.

## Premios

### Premios Grupales
- 360 Todo Para Ver. Martín Fierro a la mejor producción (1992).[26]
- Telenoche Investiga. Premio del Senado de la Nación Argentina al Interés Parlamentario (1997).[27]
- Telenoche Investiga. Premio Broadcasting de Platino (1998)[28]
- Telenoche Investiga. Premio Fundación Huésped a la Mejor investigación en televisión (1998)
- Telenoche Investiga. Premio Rodolfo Walsh (1999).[29]

### Premios Individuales
- TN Ecología. Premio FUNDTV
- TN Ecología. Premio Santa Clara de Asís (1999)
- TN Ecología. Premio Santa Clara de Asís (2012)[30]
- TN Ecología. Premio ATVC a programa de interés general (2013)[31]
- TN Ecología. Martín Fierro de Cable
- Efecto Mariposa. Primer Premio UBA a la Divulgación de Contenidos (2013).[32]
- Efecto Mariposa. Martín Fierro de Cable al Mejor Programa de Servicios (2014).[33][34]